# متحف الشلبي
متحف الشلبي أحد متاحف منطقة مكة المكرمة في محافظة جدة , أسسه طلال عبد العزيز شلبي، يتكون المتحف من طابقين وقبو وملحق به ساحة خارجية للعرض حيث يضم الدور الأرضي قاعة كبيرة مفتوحة تمثل سوق شعبي مقسم إلى شبه دكاكين متجاورة في كل دكان حرفة من الحرف مثل الحداد والنجار والسمكري والقطان والطبيب الشعبي وصباغ الأقمشة والفخار واللبان والعطور والنحاس والجزار والسمان والخراز والبقال والصراف وسنان السكاكين والفاكهاني والمصور وصانع السبح وبائع العصائر وتقطير ماء الورد ومعصرة السمسم وحرفي الأتاريك والدوافير وصناعة الآيسكريم.
أما القبو فيحوي البيت الحجازي ومكون من ثلاث غرف عرض في الأولى جلسة الكرويته ومساند وتكايات ومركاز العمدة، أما الغرفة الثانية فبها نصبة الشاي والليانات والمساند والدمك والجزة وطاولات الشاي والسمور والبشتخته، فيما خصصت الغرفة الثانية للطهي وأدوات المأكل والمشرب، والدور العلوي عبارة عن قاعة كبيرة مفتوحة موزع بها قطع التراث من خلال خزائن زجاجية وكذلك معلقات على الحوائط وتشمل وثائق وكتب وجرائد ودفاتر وصور قديمة وأسلحة فديمة وخناجر وملابس نسائية ورجالية وعملات معدنية وورقية وأواني فخارية ونحاسية ولعب أطفال ومجموعة من المكاحل النسائية.